# 中国民主促进会吉林省委员会
中国民主促进会吉林省委员会，简称民进吉林省委、吉林民进，是中国民主促进会在吉林省的地方组织。